# Rosana Garcia
Rosana Garcia Costa (São Paulo, 10 de outubro de 1964) é uma atriz, produtora e professora de interpretação brasileira. É irmã de também atriz Isabela Garcia, filhas de Gilberto Garcia, um dos primeiros roteiristas da Rede Globo. Desde 2005, trabalha como produtora de elenco.

## Biografia
De uma família de artistas, iniciou a carreira de atriz na TV no programa Moacyr Franco Show (Moacyr Franco é seu padrinho de batismo), levada pelas mãos de seu pai Gilberto Garcia, um dos pioneiros da televisão. Sua primeira telenovela foi O Primeiro Amor em 1972 ao lado de Sérgio Cardoso.
Consagrou-se no papel de Narizinho, na primeira versão do seriado Sítio do Pica-pau Amarelo realizada pela Rede Globo (houve duas versões anteriores em outras emissoras). A atriz fez o papel da 1ª grande personagem de Monteiro Lobato entre 1977 e 1980, quando, já crescida demais, teve de ser substituída por uma nova Narizinho depois do episódio A Máscara do Futuro. Rosana ganhou o prêmio "Cara de Cão" como destaque no ano de 1980.
De 1998 a 1999 foi apresentadora do canal de vendas Shoptime atuando no programa Babytime.
Namorou o músico Mu Carvalho do Grupo A Cor do Som.
No teatro Rosana participou das peças: "Lampião no Inferno", "Vive o Cordão Encarnado", "A Tocha na América", "A Bela Borboleta", "A Dama e o Vagabundo", "A Família Ducão", "Branca de Neve" e "O Abre Alas". Em 1997, a peça "Fofíssimas Ladies Show" foi escrita especialmente para Rosana e sua irmã Isabela, que não puderam aceitar e a peça foi encenada pelas atrizes: Claudia Rodrigues e Ana Borges.
Desde 2001, Rosana Garcia não vem trabalhando como atriz, mas como treinadora de novos atores, atividade que começou quando preparou o elenco infantil da novela Estrela-Guia. Trabalhou como instrutora também de atores experientes como Malu Mader, Fábio Assunção e Cláudia Raia.
Em 2010, Rosana ministrou palestras, workshops e Cursos de interpretação para crianças e adultos.
Foi casada com o instrutor de asa delta José Fernando Pereira Monteiro, com quem teve dois filhos: Ana Carolina e Fernando. Rosana já é avó de quatro netos.

## Filmografia

### Televisão
| Ano         | Título                   | Papel                                                   |
| ----------- | ------------------------ | ------------------------------------------------------- |
| 2013        | Flor do Caribe           | Marilise - assistente social                            |
| 2012        | A Grande Família         | Professora de Florianinho (Episódio "Amores e Rumores") |
| 2012        | A Vida da Gente          | Lígia, participação especial no último capítulo         |
| 2011        | Ti Ti Ti                 | Solange                                                 |
| 2006        | Páginas da Vida          | participação especial como Psicóloga de Francisco       |
| 1999        | Zorra Total              | vários personagens                                      |
| 1997        | Caça Talentos            | Bety Brígida                                            |
| 1990        | O Sexo dos Anjos         | Lucinha                                                 |
| 1987        | Direito de Amar          | Marizé                                                  |
| 1986        | Chico Anysio Show        |                                                         |
| 1984        | Caso Verdade             | Cora Coralina - Apresentadora                           |
| 1983        | Caso Verdade             | Vencer a Vida                                           |
| 1981        | O Amor é Nosso           | Loreta                                                  |
| 1977 a 1980 | Sítio do Picapau Amarelo | Narizinho                                               |
| 1974        | Caso Especial            | Boas Festas e Feliz Natal de Dias Gomes                 |
| 1974        | Fogo sobre Terra         | Viviane                                                 |
| 1973        | Cavalo de Aço            | Ninita                                                  |
| 1973        | O Semideus               | Carminha                                                |
| 1972        | A Patota                 | Juliana                                                 |
| 1972        | Bicho do Mato            |                                                         |
| 1972        | O Primeiro Amor          | Zizi                                                    |
| 1970        | Moacyr Franco Show       |                                                         |

### Cinema
| Ano  | Título                      |
| ---- | --------------------------- |
| 1998 | Como ser Solteiro           |
| 1982 | Os Três Palhaços e o Menino |

### Teatro
| Ano  | Título                                             |
| ---- | -------------------------------------------------- |
| 1981 | Lampião no Inferno-Direção Luiz Carlos Niño        |
| 1982 | A Tocha Na América-Direção Luiz Mendonça           |
| 1986 | A Bela Borboleta - De Ziraldo                      |
| 1993 | A Dama e o Vagabundo - Com Selton Mello            |
| 1994 | A Família Ducão - De Marcelo Saback                |
| 1998 | Branca de Neve - De Dalal Achcar                   |
| 1998 | O Abre Alas - De Charles Moeller e Claudio Botelho |

## Trabalhos como Instrutora de Dramaturgia
- 2001 - Estrela-Guia
- 2002 - Sabor da Paixão
- 2003 - Kubanacan
- 2004 - Da Cor do Pecado
- 2004 - Celebridade
- 2005 - Começar de novo
- 2005 - Como uma Onda
- 2006 - Belíssima
- 2007 - Páginas da Vida
- 2007 - Paraíso Tropical
- 2007 - Desejo Proibido
- 2008 - Dicas de um sedutor
- 2009 - Caras & Bocas
- 2009 - Viver a Vida
- 2010 - Ti Ti Ti
- 2011 - A Vida da Gente
- 2012 - A Grande Família
- 2014 - Em Família
- 2015 - Alto Astral
- 2015 - Sete Vidas
- 2015 - Malhação (23ª temporada)
- 2022 - Gênesis na Record
- 2023 - Reis na Record
- 2024 - A Rainha da Pérsia